# Alfred Münzner
Alfred Rudolf Münzner (* 30. September 1903 in Rochlitz; † nach 1943) war ein deutscher Parteifunktionär (NSDAP). Er war Kreisleiter in Freiberg in Sachsen.

## Leben
Bereits in seiner Jugend schloss er sich nationalsozialistischen Ideen an und trat zum 1. Oktober 1929 der NSDAP bei (Mitgliedsnummer 158.458). Im Chemnitzer Stadtteil Bernsdorf wurde er deren Ortsgruppenleiter. 1934 erfolgte seine Ernennung zum Stadtverordneten und 1935 zum Ratsherrn in Chemnitz. Anlässlich des 15-jährigen Bestehens der Ortsgruppe Freiberg der NSDAP und der damit verbundenen Versetzung des bisherigen Kreisleiters Helmut Böhme nach Meißen wurde Münzner im Oktober 1937 zunächst kommissarisch und 1939 endgültig zum Kreisleiter von Freiberg und Beauftragten der NSDAP ernannt. Beteiligt war er dort u. a. an den Novemberpogromen 1938. Im Zweiten Weltkrieg wurde Münzner zur Wehrmacht einberufen. Er wurde verletzt und musste in einem Lazarett in Freiberg behandelt werden. Im Februar 1943 ging er nach Beendigung der Behandlung zurück zu seiner Panzertruppe im Kriegseinsatz. Sein Parteifreund Paul Böttcher übernahm daraufhin seine Vertretung als NSDAP-Kreisleiter in Freiberg.